# Suharto
Mohamed Suharto (ur. 8 czerwca 1921 w Kemusuk, zm. 27 stycznia 2008 w Dżakarcie) – polityk indonezyjski, wojskowy i prezydent Indonezji w latach 1967–1998.

## Życiorys
Suharto urodził się w miejscowości Kemusuk koło Yogyakarty, na środkowej Jawie. Studiował w holenderskiej akademii wojskowej. W czasie II wojny światowej dowodził batalionem wspierającym Japończyków.
Od 1949 w armii państwowej Indonezji, stacjonował głównie na Jawie. W 1960 został zastępcą szefa Sztabu Generalnego, dwa lata później generałem brygady. Należał do frakcji prawicowej w armii. W latach 1965–1966 stopniowo odsunął Sukarno od władzy i wprowadził wojskową juntę. Suharto wycofał dotychczasową antyimperialistyczną politykę rządu, która zwiększała w Indonezji wpływy ZSRR i Chin. W tym czasie Suharto krwawo stłumił wojskowy zamach stanu, o który oskarżona została Komunistyczna Partia Indonezji (PKI). Zamach stanu rozpoczął brutalne czystki i zniszczenie PKI. W represjach junty zginęło co najmniej 500 tysięcy ludzi, a więcej niż milion ludzi trafiło do więzień. Od 12 marca 1967 oficjalnie pełnił funkcję prezydenta. Od początku rządów cofnął politykę zagraniczną poprzednika poprzez zakończenie konfrontacji z Malezją oraz wstrzymanie pomocy dla powstańców w Sarawaku, a w końcu jawne akcje militarne przeciwko nim.
Kierował represjami wobec opozycji, zakazał działania związków zawodowych, zerwał stosunki dyplomatyczne z Chinami, utrzymywał natomiast kontakty z krajami zachodnimi, zwłaszcza z USA, które ułatwiły mu dojście do władzy. W okresie rządów Suharto nagminnie łamano prawa człowieka tłumiąc demonstracje opozycji. Istotnym problemem stała się powszechna korupcja. W tym czasie doszło do aneksji Timoru Wschodniego. Suharto wdał się też w konflikt w Nowej Gwinei, gdzie jego wojska starły się z separatystycznym Ruchem Wolnej Papui. W 1976 roku rozpoczęła się trwająca do 2005 roku separatystyczna rebelia Ruchu Wolnego Acehu. Opierając się na władzy wojskowej, Suharto był wybierany na kolejne kadencje prezydenckie w 1973, 1978, 1983, 1988, 1993 i 1998. W maju 1998, dwa miesiące po ostatniej reelekcji, fala protestów społecznych zmusiła go do ustąpienia. Władzę przejął wiceprezydent Jusuf Habibie.
Po odejściu od władzy został oskarżony o nadużycia władzy i w maju 2000 znalazł się w areszcie domowym. Do procesu sądowego nie doszło ze względu na zły stan zdrowia byłego prezydenta, na 15 lat więzienia został natomiast skazany we wrześniu 2000 jego syn, Hutomo Mandala Putra (Tommy Suharto). Suharto zarzuca się odpowiedzialność za śmierć od 700 tys. do 2 mln ludzi, głównie przedstawicieli opozycji i Timorczyków. 4 stycznia 2008 Suharto trafił do szpitala w Dżakarcie z objawami anemii i niskim ciśnieniem krwi. 11 stycznia jego stan gwałtownie się pogorszył, wystąpiła niewydolność oddechowa, niewydolność serca i nerek. Suharto stracił świadomość i został podłączony do respiratora, ze względu na brak możliwości samodzielnego oddychania. Zmarł 27 stycznia 2008, a po jego śmierci zarządzono 7-dniową żałobę narodową.

## Odznaczenia
- Order Księcia Jarosława Mądrego I klasy – Ukraina[10]